# The Right of Love
The Right of Love è un cortometraggio del 1910 diretto da Harry Solter.

## Produzione
Il film fu prodotto dall'Independent Moving Pictures Co. of America (IMP)

## Distribuzione
Il film - un cortometraggio di 297 metri - uscì nelle sale statunitensi il 10 gennaio 1910, distribuito dall'Independent Moving Pictures Co. of America (IMP).

### Data di uscita
IMDb
- USA  10 gennaio 1910

Alias
- By Right of Love  USA (titolo alternativo)